# 無量寿寺 (鉾田市鳥栖)
無量寿寺（むりょうじゅじ）は、茨城県鉾田市にある浄土真宗本願寺派の寺院。なお、当寺の約2キロメートル北西の同市下冨田に同名の寺がある。そちらの寺も山号院号寺号すべて同一（光明山無碍光院無量寿寺）であり、親鸞ゆかりの浄土真宗の寺である。ただし宗派は真宗大谷派である。

## 歴史
806年（大同元年）に開山された。当初は三論宗の寺であり、平城天皇の勅願所であった。1204年（元久元年）に頓阿によって禅宗の寺となった。その後、親鸞が当寺に葬られていた地頭の妻の亡霊を鎮めたことを契機に浄土真宗の寺となった。親鸞は3年間逗留し、弟子の順信に後事を託した。
順信は親鸞の高弟「二十四輩」の一人で、俗名「片岡信親」といい、鹿島神宮宮司を務める大中臣氏の一族である。なお、下冨田の無量寿寺では、順信の俗名は信親の子「片岡信弘」としている。
順信が率いた浄土真宗の門徒を「鹿島門徒」という。
2021年（令和3年）1月21日、県指定文化財の本堂が火災に遭い、鐘楼や山門などを残して焼失した。

## 文化財
- 紙本著色拾遺古徳伝（重要文化財 大正6年4月5日指定）[6]
- 無量寿寺御文書（茨城県指定文化財 昭和35年12月21日指定）[7]
- 無量寿寺本堂（茨城県指定文化財 昭和49年3月31日指定）[8] - 2021年の火災により焼失。
- 無量寿寺鐘楼（茨城県指定文化財 昭和49年3月31日指定）[9]
- 無量寿寺山門（茨城県指定文化財 昭和49年3月31日指定）[10]
- 無量寿寺のボタイジュ（茨城県指定天然記念物 昭和36年3月24日指定）[11]
- 無量寿寺樹叢（鉾田市指定天然記念物）[12]
- 無量寿寺の斑入銀杏（鉾田市指定天然記念物）[12]
- 無量寿寺の焼榧（鉾田市指定天然記念物）[12]

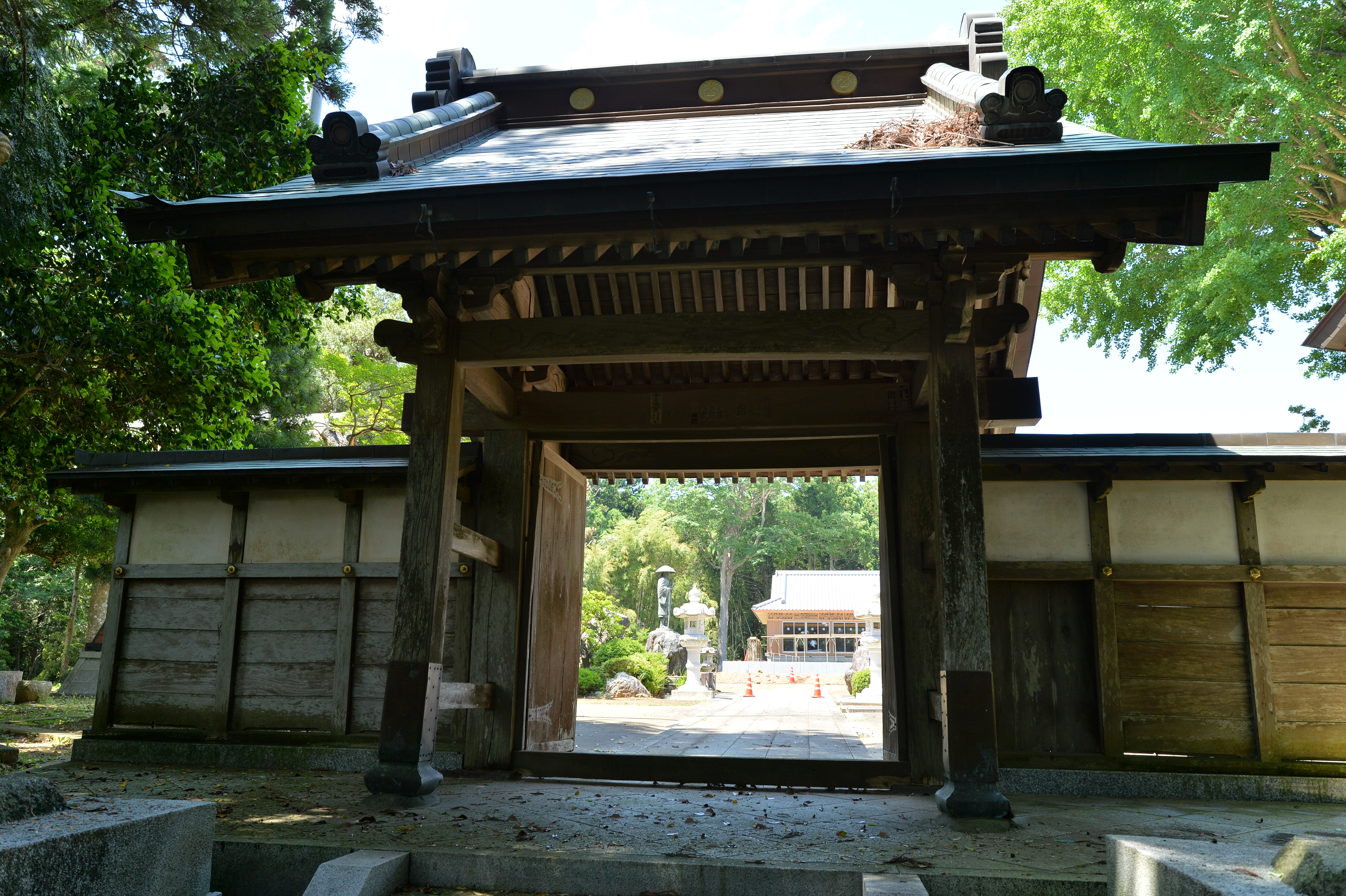
山門 （茨城県指定文化財）
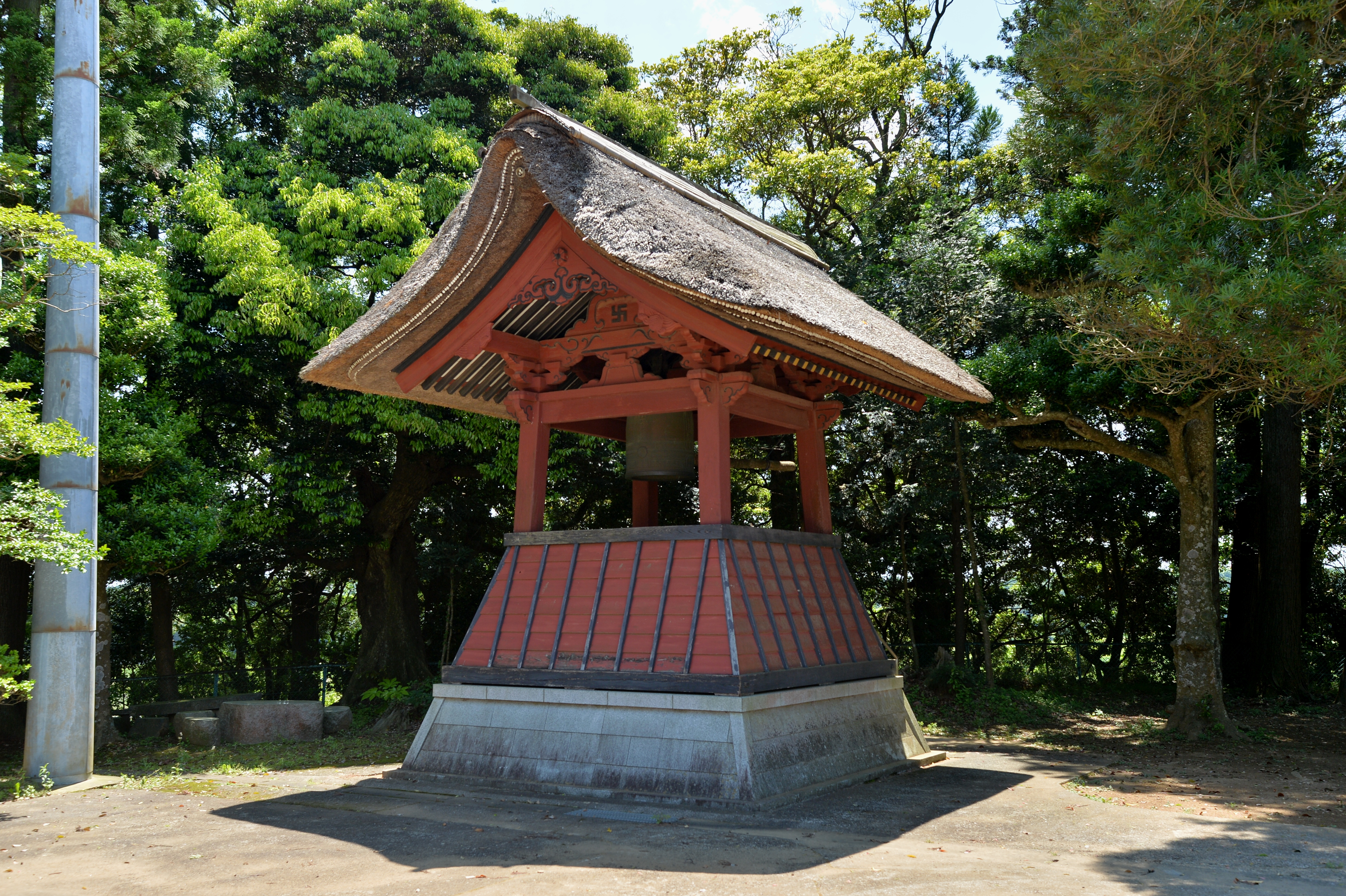
鐘楼 （茨城県指定文化財）
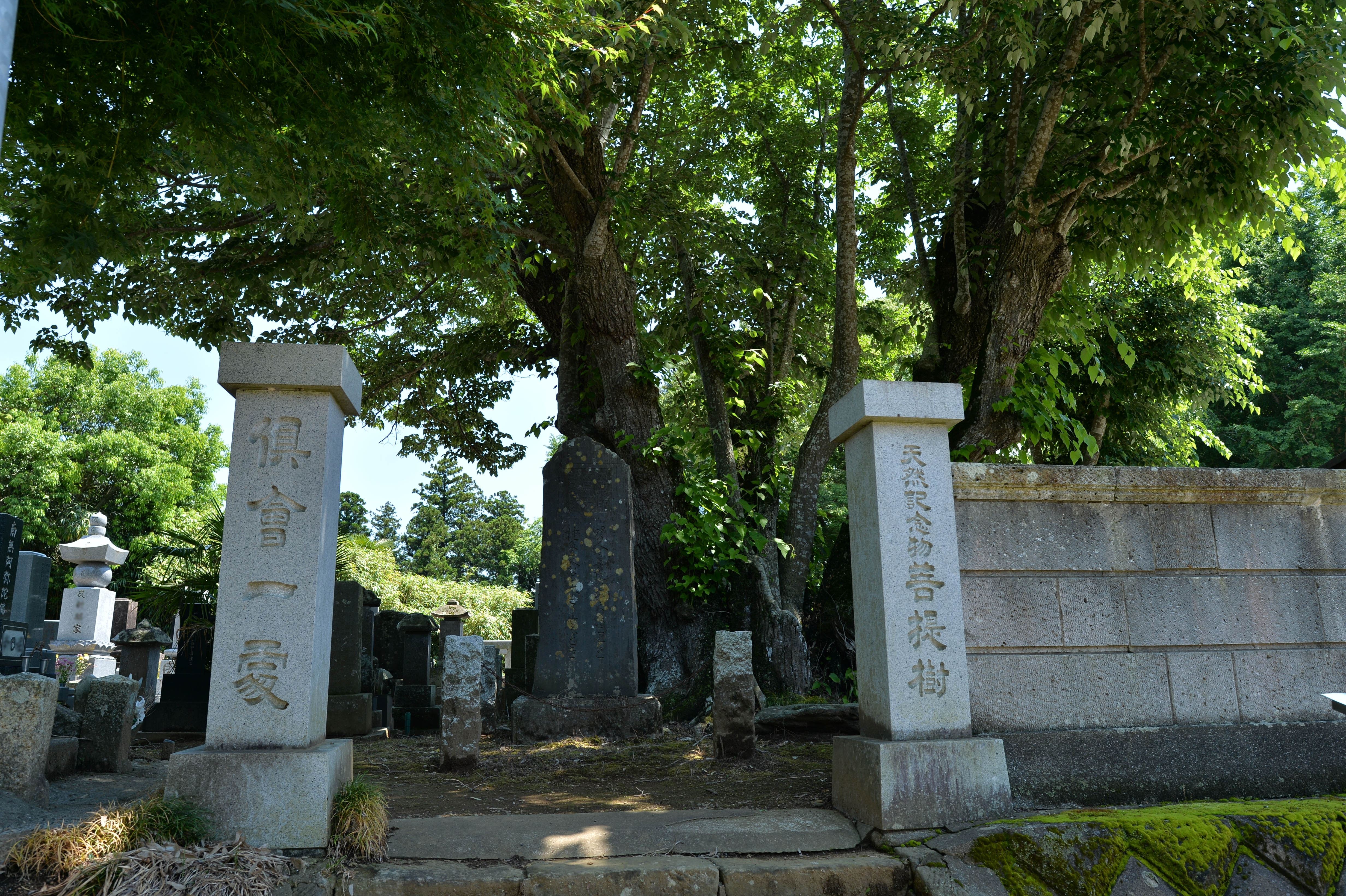
菩提樹（ボダイジュ） （茨城県指定天然記念物）
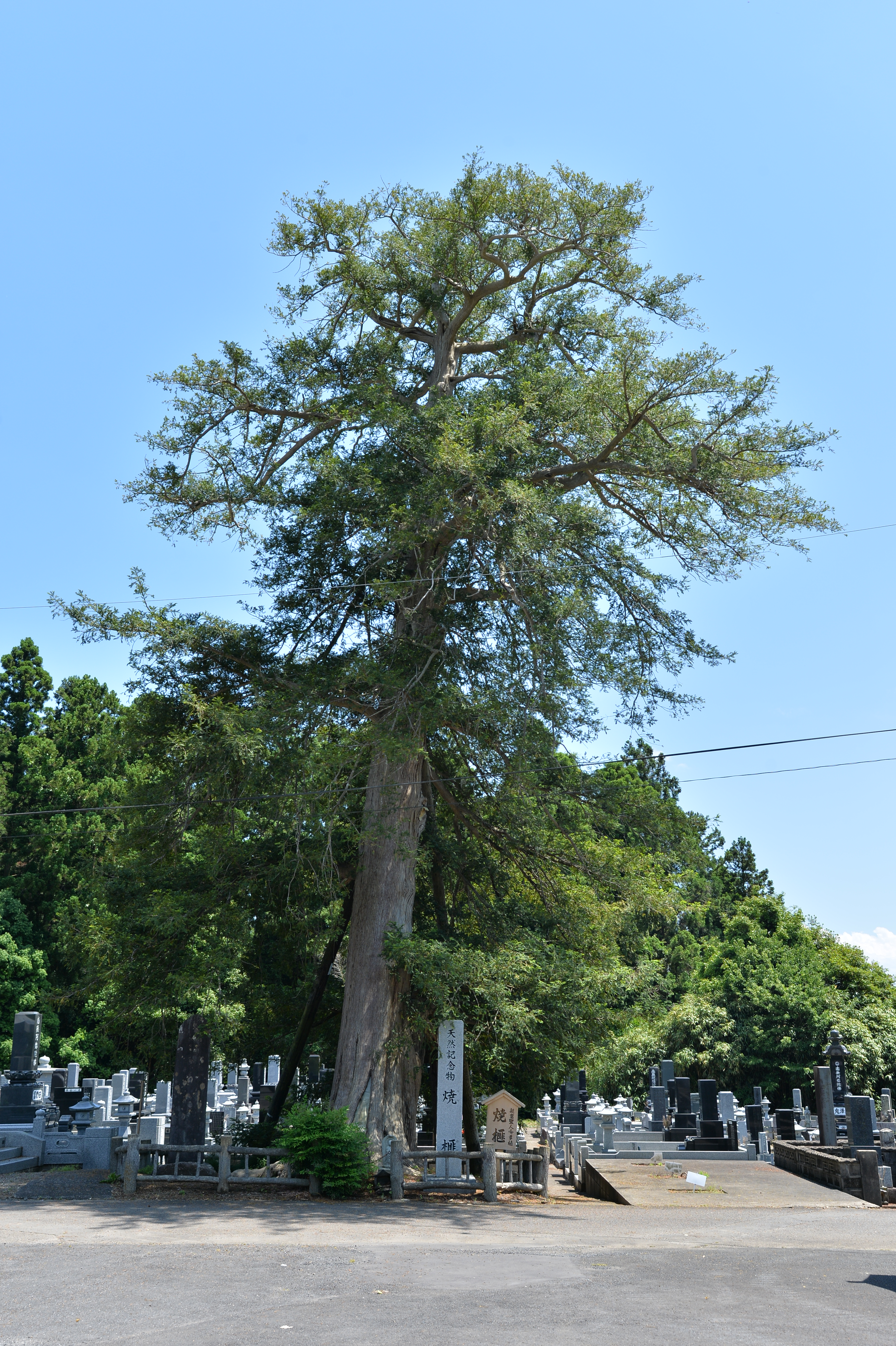
焼榧 （茨城県指定天然記念物）

## 交通アクセス
- 徳宿駅より車10分。